# Lolomis

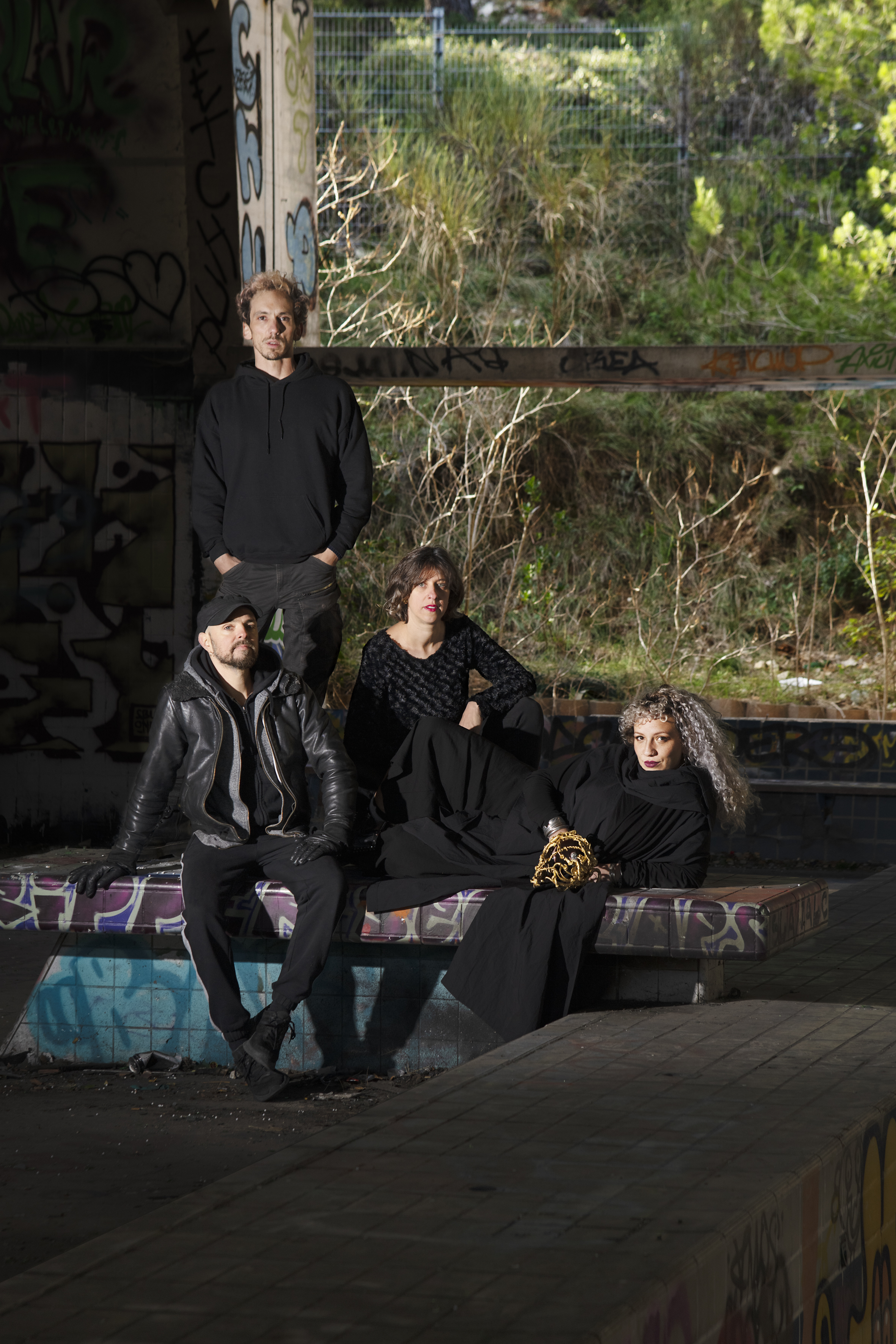
Le groupe Lolomis, photographié par Robin Plus

Lolomis est un groupe français de musique acoustique et de musique électronique d’inspiration traditionnelle. Il est composé de Romane Claudel-Ferragui (voix), Élodie Messmer (harpe), Stelios Lazarou (flûtes) et Samuel Klein (batterie). Les deux premiers disques du groupe publiés en France se rattachent  à un courant pop rock avant-guardiste, le troisième et le quatrième s'orientent vers la musique électro,.

## Histoire
De formations hétérogènes (jazz et improvisation, musiques classique et baroque, musiques traditionnelles), les quatre membres de Lolomis se rencontrent au conservatoire de Strasbourg et se découvrent une passion commune pour la musique des Balkans lors d’un voyage organisé par un professeur en Serbie et Bosnie.
D’une « approche exogène »  de la musique tzigane naît en 2014 un premier album, Balkan Pulse, présenté par la chanteuse Romane Claudel-Ferragui comme de la « détraditionnalisation pop’n’roll des Balkans ». Les dix titres de l’album sont interprétés sur scène en France et en Belgique : Lolomis est en particulier remarqué lors des festivals Les Primeurs de Massy en octobre 2014, ProPulse au Botanic de Bruxelles en février 2015 et les Vieilles Charrues à Carhaix en juillet 2015. Balkan pulse est apprécié pour l’originalité et l’audace de ses combinaisons sonores, pour l’énergie revigorante qu’il dégage ainsi que pour l’intensité de l’interprétation parfois proche de la transe.
Un second album, Boukane, est publié en avril 2017. Le groupe  élargit la palette linguistique de ses influences en utilisant, outre le bosnien, le rrom et le roumain, l’allemand, le tamoul, le brésilien et le turc. Il se dégage aussi de la contrainte du répertoire en composant ses propres textes et musiques. L’album figure en tête d’une sélection de « dix albums pour réenchanter l’Europe » proposé par Les Inrockuptibles.
Avec le troisième album, Red Sonja, qui tire son nom d'une héroïne de comics inspirée par un personnage du romancier américain Robert Howard, le groupe accentue son virage électronique. L'album est dévoilé à Épinal au cours d'un concert le 13 mars 2020 et sort en avril 2020. De l'avis de Télérama, qui lui attribue 4 ƒ, la magie du groupe « sonne comme une transe de dancefloor occulte ».
Le quatrième album du groupe, Carmen 404, parait en novembre 2024 et constitue un tournant stylistique, expérimentant des sonorités plus brutes et des textures électroniques plus déconstruites. Il tire son nom de la nouvelle Carmen de Prosper Mérimée, écrit en 1845, et de l'Erreur 404, qui dans le World Wide Web désigne une page internet qui n'a pu être trouvée. Télérama qualifie cet album de "rêve sous acide qui agrège ambiances occultes de la witch house, sonorités hardcore et mélodies diaphanes", et lui attribue 3 T.  Radio France Internationale met l'accent sur le concept rituel de l'album, et la composante "sauvage" de la musique présentée.

## Membres
- Romane Claudel-Ferragui — voix
- Élodie Messmer — harpe
- Stelios Lazarou — flûtes
- Samuel Klein — batterie

## Discographie
- 2014 : Balkan Pulse (Playa Sound)
- 2017 : Boukane (Buda Musique)
- 2020 : Red Sonja (Buda Musique)
- 2024 : Carmen 404 (Airfono)